# Băneasa
El barri de Băneasa és un dels barris del Sector 1 de Bucarest (Romania). Està ubicat a la zona nord de la capital romanesa. Dins del mateix es troba el llac del mateix nom, que té una superfície de 0.45 km². És una barri relativament poblat, ja que una bona part del mateix està ocupat per un parc. A partir de l'any 2000 es va començar a desenvolupar el barri, en espacial arran de la construcció d'una gran centre comercial i de diverses zones d'apartaments de luxe. A partir dels anys trenta a la zona hi es varen edificar algunes viles de caràcter residencial, però a partir dels anys noranta i de l'any 2000 la zona ha experimentat un espectacular creixement urbanístic.
Molt a prop del barri està ubicat l'Aeroport Internacional Aurel Vlaicu, que s'utilitza per a vols militars i per vols de companyies de baix cost.

## Transport
El barri de Băneasa es troba comunicat amb la resta de la ciutat de Bucarest per diverses línies d'autobús i tramvia així com per metro.